# Stenospermation angosturense
Stenospermation angosturense — вид квіткових рослин із родини кліщинцевих (Araceae), роду Stenospermation. Це ліана, рідним ареалом якої є Колумбія, Еквадор.